# Arpeggione
De arpeggione is een muziekinstrument dat men kan beschouwen als een kruising tussen de gitaar en de cello. Qua vorm gelijkt hij meest op de gitaar en qua speelwijze leunt hij aan bij de cello. Het instrument is in 1823 ontworpen, volgens de meeste bronnen door J.G. Staufer.

## Ontstaan van de arpeggione
De arpeggione, ook wel guitare d’amour, guitarre-violoncell of bowed guitar genoemd, is volgens de meeste bronnen in 1823 ontworpen door de Weense gitaarbouwer Johann Georg Staufer (1778-1853). Staufer ontwierp nog wel meer klassieke muziekinstrumenten, die meestal, net als de guitare d’amour, niet bekend werden en bijna nooit gebruikt werden. Sommige echter, waaronder de zogenaamde Persian Slipper, genieten nu nog enige bekendheid. Ook Peter Teufelsdorfer uit het huidige Hongarije (Pest) kan aanspraak maken op de titel van ontwerper van de arpeggione. Beide instrumentenbouwers stelden hun uitvinding in 1823 voor, zodat het erg moeilijk is om te bepalen wie nu echt de eerste was. Ten slotte had J.G. Leeb uit Pressburg 20 jaar eerder al met de bouw van een gestreken gitaar geëxperimenteerd.

## Verklaring van de naam
De term bowed guitar was eigenlijk geen slechte benaming, omdat het instrument enkele belangrijke vormkenmerken van de gitaar verenigt met de gestreken speelwijze van de vioolfamilie (zie onder). De term guitare d’amour is natuurlijk de mooiste: zoals bij de viola d’amore of de oboe d’amore verwijst hij naar de zachte, soms klagende klank. Maar de term die de geschiedenis heeft behouden is arpeggione. Staufer noemde zijn creatie zo omdat een van de belangrijkste eigenschappen van dit instrument het spelen van gebroken akkoorden was. (Het Italiaanse woord arpeggio betekent gebroken akkoord.) Vanaf 1871 werd de naam arpeggione de meest gebruikte. Dit was een gevolg van de publicatie in dat jaar van de populaire arpeggione-sonate uit 1824 van Schubert.

## Eigenschappen
|                       | gitaar                   | arpeggione                        | cello                             |
| profiel:              | vloeiend gebogen         | vloeiend gebogen                  | gebogen met hoeken                |
| bovenblad:            | plat                     | bol                               | bol                               |
| achterblad:           | plat                     | plat                              | bol                               |
| klankgat(en):         | 1 rond                   | 2 C-vormige                       | 2 f-vormige                       |
| fretten:              | ja                       | ja                                | nee                               |
| wijze van vasthouden: | horizontaal op de schoot | verticaal tussen de benen geklemd | verticaal tussen de benen geklemd |
| kam:                  | recht                    | licht gebogen                     | gebogen                           |
| stemming:             | E-A-d-g-b-e'             | E-A-d-g-b-e'                      | C-G-d-a                           |
| speeltechniek:        | getokkeld                | gestreken                         | gestreken                         |

### Vorm en bouw
De arpeggione kunnen we zien als een 'kruising' tussen een gitaar en een cello. In wezen was de arpeggione een viola da gamba-achtig instrument met gitaarstemming (E-A-d-g-b-e’). Van de gitaar erfde de arpeggione nog enkele vormkenmerken (het profiel zonder hoeken maar met vloeiende gebogen lijnen, het platte achterblad) en de fretten (22 of 24).
De manier van bespelen lijkt echter meer op die van een cello. De guitare d'amour wordt namelijk tussen de benen geklemd en met een strijkstok bespeeld. Ook heeft de arpeggione, net als de cello, een bol bovenblad.
Toch zijn er enkele onderdelen aan dit instrument toegevoegd. De arpeggione heeft bijvoorbeeld noch het ronde klankgat van de gitaar, noch de f-gaten van de vioolfamilie. De klank verlaat de klankkast via twee C-vormige openingen. Ook is de kam van de arpeggione nieuw, wat het de bespelers van dit instrument helemaal niet gemakkelijker maakte. Uiteraard is de kam niet recht zoals bij een gitaar, want dat zou het strijken met een boog onmogelijk maken. Anderzijds is hij ook niet zo fel gebogen als bij de cello. Zo werd het moeilijk om niet meer dan één snaar tegelijk te bespelen. Het maakte de arpeggione wel erg geschikt om loopjes te spelen in tertsen of andere dubbelgrepen en in arpeggio’s of gebroken akkoorden.

### Klank
Het is natuurlijk erg moeilijk om de klank van een instrument te beschrijven, en bovendien zijn er nog niet eens een handvol cd-opnames waarop een authentieke arpeggione bespeeld wordt. In elk geval vallen een aantal kenmerken op. Bij een eerste beluistering doet het instrument denken aan de cello, of eerder nog aan een diepe altviool. Toch klinkt de arpeggione zachter, onder andere omdat het bovenblad niet zo gewelfd is als bij de cello. Door de aanwezigheid van fretten lijkt het instrument wat op een gamba, maar de klank is minder omfloerst en wat nasaler dan die van de basviola da gamba. Het bekendste werk dat voor de arpeggione geschreven is, de arpeggione-sonate van Franz Schubert (zie verder), wordt tegenwoordig ook wel op altviool gespeeld, en hoewel er dan af en toe iets moet worden geoctaveerd, is dat een verdedigbare keuze gezien de melancholische en discrete klank van het instrument.
Het spelen van een aangehouden forte-noot is niet makkelijk op de arpeggione omdat de boog dan meerdere snaren riskeert aan te strijken (zie hierboven: kam). Daarom komt in de muziek voor arpeggione vaak de fp-dynamiek voor: een snel uitstervende forte.

## Succes en verdwijning
Een instrument uitvinden is een hele klus, maar het is nog minder vanzelfsprekend dat die uitvinding ook blijft bestaan. De muziekgeschiedenis kent veel voorbeelden van eendagsvliegen: de arpeggione, de tenore (een zeer kleine cello), de octobas (een supergrote contrabas die met 2 personen moest bediend worden), enz. Uitvindingen die zeer succesvol blijken, zoals de saxofoon, zijn uitzonderingen. Meestal groeit en evolueert een muziekinstrument immers jarenlang mee met de muziekbeoefening.
We weten dat het de arpeggione niet erg succesvol is vergaan. Zijn snelle uitsterven kan verschillende oorzaken hebben. Om te beginnen was de arpeggione niet de enige nieuwigheid. Veel 19de-eeuwse instrumentbouwers probeerden een nieuw instrument te ontwerpen, maar bijna alle uitvindselen belandden al na enkele maanden in de vuilnisbak van de muziekgeschiedenis. Meestal was de oorzaak dat de instrumentbouwer niet bekend genoeg was of zijn instrument niet onder de aandacht van goede muzikanten kon brengen of dat het instrument grote fouten bevatte.
In het geval van de arpeggione ging het eerste niet op: Staufer was een uiterst bekwaam instrumentbouwer met een gevestigde reputatie. Ook het tweede kan men moeilijk als oorzaak aanhalen: componisten als Norbert Burgmüller, Anton Diabelli en niemand minder dan Schubert gaven het instrument een kans door er muziek voor te schrijven. Vincenz Schuster, de grootste verdediger van het instrument, die ook de première van Schuberts sonate speelde, kon als bespeler de arpeggione kortstondig onder de aandacht van het Weense publiek brengen en schreef zelfs een heuse methode voor de arpeggione.
Wellicht moeten we de echte oorzaken voor het verdwijnen van de arpeggione bij het instrument zelf zoeken. Niet alle musici konden de klankkleur van de arpeggione appreciëren, en ze vergeleken de in sommige registers uitgesproken nasale klank met blaasinstrumenten. Ook was het technisch enorm moeilijk om één snaar te bespelen zonder een andere mee aan te raken. Daarbuiten kan men de stukken die voor dit instrument zijn geschreven even goed, en zelfs mooier, door een altviool laten spelen (al ligt de tessituur van de altviool iets hoger) of door een cello (al verandert daardoor de klankkleur nogal veel). Tot slot klonk de arpeggione eerder stil, en de ontluikende romantiek zocht juist vaak grotere klankeffecten en grotere contrasten. In een periode waarin de muziekbeoefening zijn weg vond naar de grote concertzaal, waarin de pianoforte evolueerde naar de piano of de traverso naar dwarsfluit, en waarin orkesten in omvang toenamen, zagen musici en componisten het nut niet in van een instrument dat door zijn beperkt klankvolume alleen geschikt was voor intieme muziek in familiekring.
Zo kwam aan de verspreiding van de arpeggione een einde nog voor het instrument echt kon doorbreken. Maar we hebben er alleszins een van de mooiste stukken kamermuziek aan overgehouden uit de vroege romantiek: de arpeggione-sonate van Schubert.

## Geluidsopnames
Er hebben maar weinig originele arpeggiones de tand des tijds doorstaan. Wel waagt een enkele hedendaagse luthier zich nog wel eens aan de bouw van een arpeggione. Hieronder enkele opnames waarop het instrument te horen is:
- Musik für Arpeggione: Vincenz Schuster, 3 Stücke voor arpeggione en gitaar; Anton Diabelli, Andante con moto voor arpeggione en gitaar; Friedrich Burgmüller, 3 Nocturnes voor arpeggione en gitaar; Franz Schubert, Arpeggione-sonate (Alfred Lessing, arpeggione; Harald Mohs, gitaar; Jozef De Beenhouwer, piano), label Ars Produktion, 2002.
- Franz Schubert, Arpeggione-sonate en strijkkwintet D956 (Nicolas Deletaille, arpeggione; Paul Badura-Skoda, piano; Rosamunde Quartet), label Fuga Libera, 2008.
- Franz Schubert. A Schubertiade with arpeggione; Sonate voor arpeggione D.821 en andere werken van Schubert; Guido Balestracci, arpeggione e.a.; Ricercar RIC 409, 2019